# SM-sarja 1930/31
Die Saison 1930/31 war die dritte Spielzeit der finnischen SM-sarja. Meister wurde zum ersten Mal in der Vereinsgeschichte überhaupt TaPa Tampere.

## Meisterschaft

### Erste Runde
- TaPa Tampere – Pyrintö Turku 8:1
- Riento Turku – Åbo IFK 2:1

### Halbfinale
- Riento Turku – TaPa Tampere 2:3 n. V.
- HJK Helsinki

### Finale
- TaPa Tampere – HJK Helsinki 2:1